# August Enna
August Enna   (Nakskov, 13 de maig de 1859 - Frederiksberg, 3 d'agost de 1939) fou un compositor danès.
D'origen sicilià, va rebre el seu cognom italià del seu avi patern, un soldat sicilià que es va casar amb una dona jueva a Hamburg, va viatjar amb ella a Dinamarca i finalment es va establir a la ciutat de Nakskov a l'illa de Lolland. Va viure des de la seva infància en la més completa misèria, aprenent música com a perfecte autodidacte, quan una simfonia composta per ell cridà l'atenció de Gade el qual treballà perquè se l'afavorís amb el Aukersche Stipendium (espècie de beca) el 1888. A Copenhaguen donà lliçons a diversos alumnes, entre ells hi havia l'islandès Sigfus Einarsson.
Aviat es donà a conèixer pel geni musical, sent el seu primer èxit l'òpera Heksen (La bruixa, segons el drama de Firger) que el 1892 s'estrenà en el Hoftheater de Copenhaguen. L'òpera va tenir tant d'èxit que es va comparar amb Carmen i Cavalleria rusticana i es va representar en més de 40 teatres europeus durant l'any següent. Després seguiren Kleopatra (1894), Aucassin und Nicolette (1896), Das Mädchen mit den Schwefelhölzern (1897) i Die Ernprinzenzessin (1903). També va compondre cantates i peces per a piano, dues simfonies i un concert per a violí.
Influenciat per la música de Wagner, ell mateix va ser una influència per a altres compositors danesos, com Carl Nielsen.